# Da vidna
"Da Vidna" er en sang udført af det hviderussiske band VAL, der vil repræsentere Hviderusland i Eurovision Song Contest 2020 i Rotterdam, Holland.